# Zinedine (cheval)
Pour les articles homonymes, voir Zinedine.
Zinedine (né le 23 mai 2004) est un étalon alezan du stud-book KWPN, fils de Guidam (Quidam de Revel) et d'une mère par Heartbreaker, monté en saut d'obstacles par les cavaliers allemands Ludger Beerbaum, Marco Kutscher, puis Philipp Weishaupt. 

## Histoire

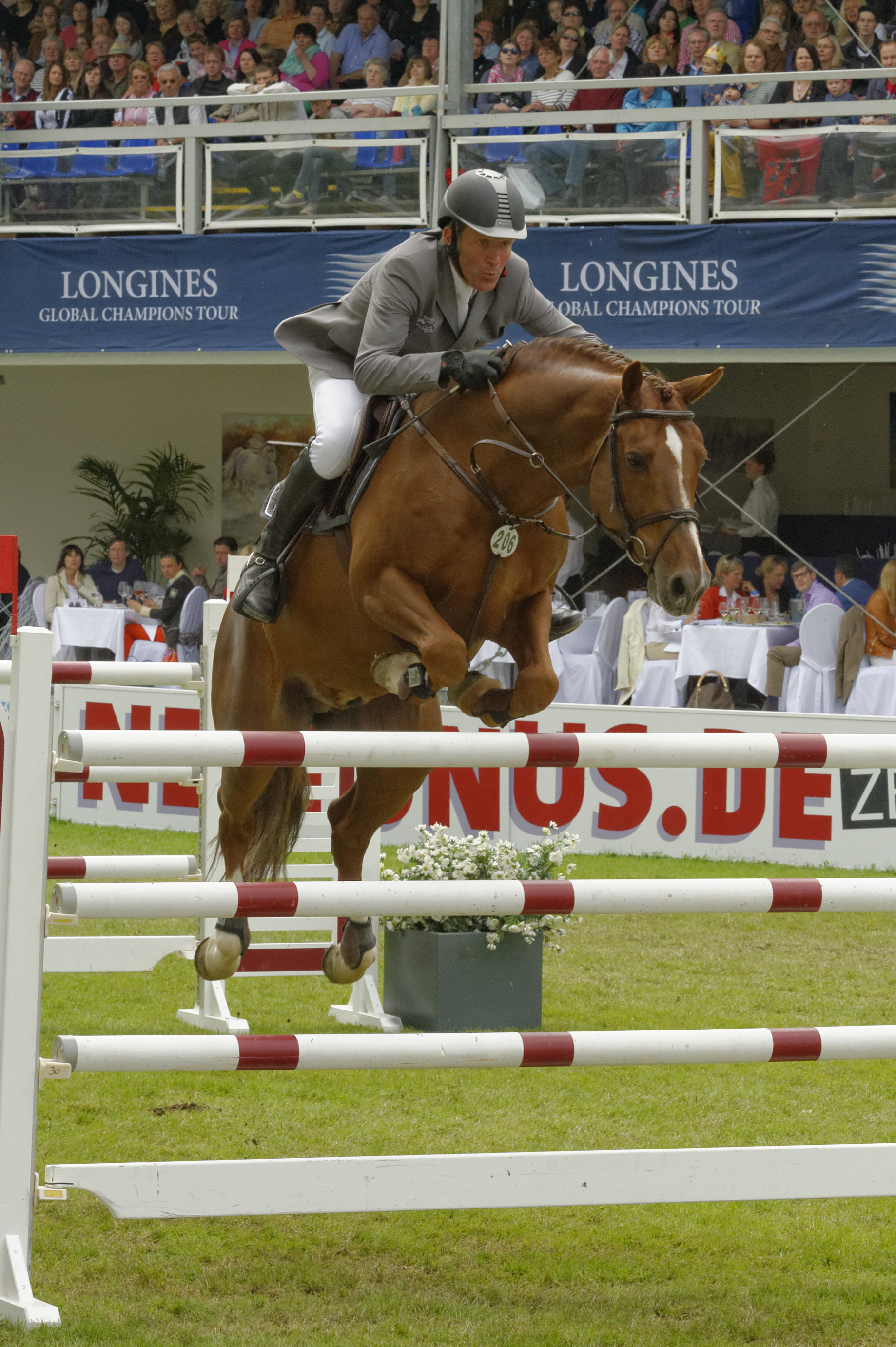
Zindine monté par Ludger Beerbaum à l'Internationales Pfingstturnier de Wiesbaden, en 2013.

Zinedine naît le 23 mai 2004 à l'élevage de J.G. Boomkamp, à Borne aux Pays-Bas. Il est monté par Ludger Beebaum.
En novembre 2014, la jument de tête de Ludger Beerbaum, Chiara 222, souffre de coliques à l'arrivée au CSI5* de Doha, ce qui pousse le cavalier à concourir avec Zinedine, pour la préserver.
Zinedine est opéré du dos en juillet 2015 pour décoller deux vertèbres soudées, ce qui entraîne une convalescence de trois mois, puis un retour progressif via le travail à la longe.
Fin janvier et début février 2017, il participe à deux concours avec Philipp Weishaupt.

## Description
Zinedine est un étalon de robe alezane, inscrit au stud-book du KWPN. Il toise 1,68 m.

## Palmarès
- février 2013 : 5e du CSI de Neumünster[6]

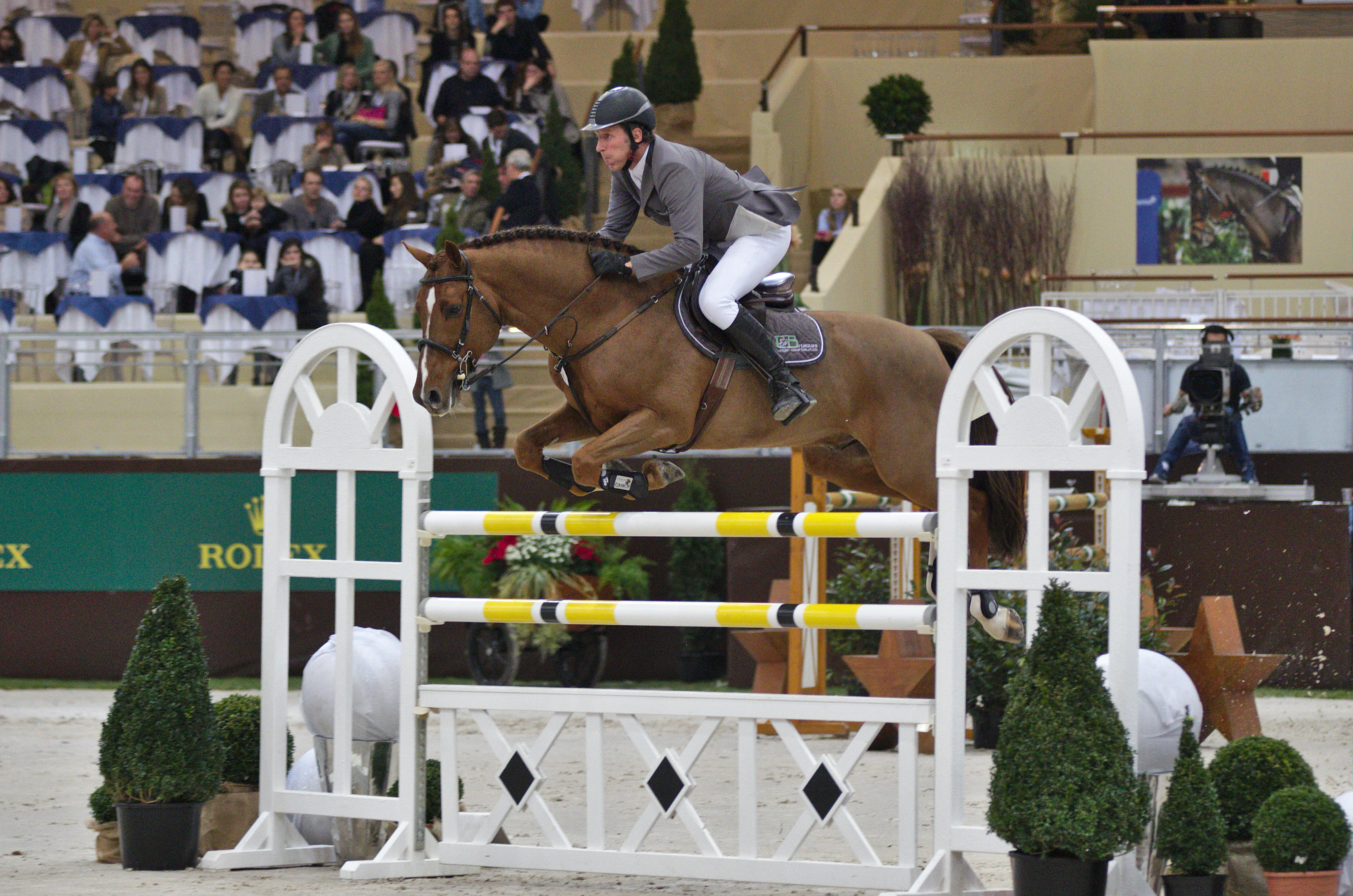
Zinedine monté par Ludger Beerbaum au CHI de Genève 2013.

- 2014 : second du Grand Prix de Paris et du Grand Prix de Londres, à 1,60 m[7]
- 2014 : 8e du Grand Prix du CSI5* de Madrid, à 1,60 m
- 2015 : vainqueur du Grand prix du CSI5* de Zurich, à 1,60 m
- 2015 : 5e du Grand Prix du CSI5* de Shanghaï, à 1,60 m[5]
- 2016 : 4re du Grand prix du CSI5* de Saint-Gall, à 1,60 m

## Origines
Zinedine est un fils de l'étalon Guidam et de la jument Unadonja, par Heartbreaker. Sa mère a remporté des compétitions jusqu'à 1,45 m avec Shane Sweetnam.

## Descendance
Zinedine est approuvé à la reproduction dans les stud-books Westphalien, Rhénan sang-chaud, Oldenbourg, Hanovrien, Cheval de sport allemand, Holsteiner, et Selle italien. Il a été testé négatif au syndrome du poulain fragile.